# Naselle
Naselle az Amerikai Egyesült Államok északnyugati részén, Washington állam Pacific megyéjében elhelyezkedő település.
Naselle önkormányzattal nem rendelkező, úgynevezett statisztikai település; a Népszámlálási Hivatal nyilvántartásában szerepel, de közigazgatási feladatait Pacific megye látja el. A 2010. évi népszámlálási adatok alapján 419 lakosa van.
A helység nevét a nisal indiánokról, a chinookok egyik törzséről kapta.
Naselle a páros számú években megrendezett Finnish American Folk Festival helyszíne.

## Éghajlat
A település éghajlata mediterrán (a Köppen-skála szerint Csb).
| Hónap                                   | Jan.  | Feb.  | Már. | Ápr. | Máj. | Jún. | Júl. | Aug. | Szep. | Okt. | Nov. | Dec. | Év    |
| --------------------------------------- | ----- | ----- | ---- | ---- | ---- | ---- | ---- | ---- | ----- | ---- | ---- | ---- | ----- |
| Rekord max. hőmérséklet (°C)            | 16,0  | 15,0  | 21,0 | 23,0 | 30,0 | 34,0 | 34,0 | 33,0 | 33,0  | 31,0 | 17,0 | 11,0 | 34,0  |
| Átlagos max. hőmérséklet (°C)           | 6,3   | 9,5   | 10,6 | 13,3 | 16,3 | 18,4 | 21,1 | 23,4 | 22,8  | 15,9 | 9,7  | 8,2  | 14,7  |
| Átlagos min. hőmérséklet (°C)           | −0,6  | 0,5   | 2,0  | 2,9  | 4,1  | 7,7  | 9,6  | 10,7 | 8,4   | 5,0  | −0,1 | −1,2 | 4,1   |
| Rekord min. hőmérséklet (°C)            | −16,0 | −15,0 | −4,0 | −2,0 | −1,0 | 2,0  | 4,0  | 4,0  | 3,0   | −2,0 | −4,0 | −6,0 | −16,0 |
| Átl. csapadékmennyiség (mm)             | 433   | 340   | 327  | 198  | 118  | 90   | 42   | 56   | 110   | 252  | 421  | 480  | 2867  |
| Forrás: Western Regional Climate Center |       |       |      |      |      |      |      |      |       |      |      |      |       |

## Népesség
A település népességének változása:
| Lakosok száma | 377  | 419  | 421  |
|               | 2000 | 2010 | 2020 |

## Fordítás
- Ez a szócikk részben vagy egészben  a   Naselle, Washington című angol Wikipédia-szócikk ezen változatának fordításán alapul.  Az eredeti cikk szerkesztőit annak laptörténete sorolja fel. Ez a jelzés csupán a megfogalmazás eredetét és a szerzői jogokat jelzi, nem szolgál a cikkben szereplő információk forrásmegjelöléseként.